# Lago Pantano
Der Lago Pantano (italienisch für Morastsee) ist ein 90 m langer, 70 m breiter und maximal 4 m tiefer See an der Borchgrevink-Küste des ostantarktischen Viktorialands. Er liegt 12 km ostnordöstlich des Gipfels von Mount Melbourne und 2 km nordnordwestlich des Edmonson Point. Das Nordufer ist von zahlreichen Moosen und Flechten bewachsen. Er wird vom Schmelzwasser der Osthänge des Mount Melbourne gespeist und besitzt einen Abfluss zum Rossmeer.
Vittorio Libera untersuchte den See bei einer von 1988 bis 1989 durchgeführten italienischen Antarktisexpedition und benannte ihn.